# Christian de Portzamparc
Christian de Portzamparc (sinh 5 tháng 5 năm 1944) là một kiến trúc sư và một nhà thiết kế đô thị người Pháp. Ông sinh ra tại Casablanca, Maroc. Ông học tại trường nghệ thuật hàn lâm từ 1962 đến 1969. Tại đây, bị hấp dẫn bởi các phác thảo kiến trúc của Le Corbusier, Christian de Portzamparc quyết định đi theo con đường kiến trúc.
Năm 1994, ông là người đầu tiên và là người Pháp duy nhất tính đến thời điểm hiện nay (2006) nhận được giải thưởng Pritzker. Năm 2004 ông còn nhận được Giải thưởng lớn về đô thị của chính phủ Pháp. Vợ của ông là bà Élizabeth de Portzamparc là một nhà thiết kế nội thất nổi tiếng.

## Công trình nổi tiếng
- 1971-1979: Tháp nước Marne-la-Vallée
- 1979: Khu nhà tập thể Hautes-Formes, gồm 209 căn hộ, Paris XIII
- 1987: Trường múa của Nhà hát quốc gia Paris, Nanterre
- 1988-1992: Mở rộng bảo tàng Bourdelle, Paris
- 1989-1992: Nội thất nhà ở, Nexus Workd, Fukuoka (Nhật)
- 1990: Nhà ở Paul Riquet, Nanterre
- 1991-1994: Nội thất căn hộ, ZAC Bercy
- 1994: Nhà ở Parc Nord (còn gọi là MH51), Nanterre
- 1995: Thành phố âm nhạc, Paris XIX
- 1995: Tháp Crédit Lyonnais trong quần thể Euralille, Lille
- 1999: Mở rộng cung hội nghị, Paris XVII
- 1999: Tháp LVMH, Thành phố New York
- 2000: Tòa án Grasse
- 2000: Văn phòng và các trường quay của đài truyền hình, Boulogne-Billancourt
- 1996-2003: Phòng biểu diễn giao hưởng. Luxembourg
- 2000: Cuộc thi Thư viện quốc gia Quebec, Montréal, Canada
- 2002: Sứ quán Pháp ở Berlin
- 2002: Tháp Granite cho cộng đồng, Paris La Défense
- 2002-2007: Thành cổ âm nhạc (Cidade da musica), Rio de Janeiro (Brasil)
- 2004: Tòa báo Le Monde, Paris XIII
- 2006: Khu phòng đọc tự do, thư viện sách, đa phương tiện về vũ trụ, Rennes